# Casa al carrer Vell, 18 (la Jonquera)
La Casa al carrer Vell, 18 és una obra de la Jonquera (Alt Empordà) inclosa a l'Inventari del Patrimoni Arquitectònic de Catalunya.

## Descripció
Edifici situat en una cantonada, al centre del poble. És una casa de planta rectangular, amb planta baixa, pis i golfes, que ha estat rehabilitada recentment, però que encara conserva les obertures originals. La coberta de l'edifici és una coberta de teules a dues vessants. Les dues façanes estan arremolinades i pintades, i les obertures, que es troben a la façana principal, són carreuades, amb carreus grossos molt ben tallats. L'obertura de la planta golfes és en arc rebaixat, mentre que les altres dues són rectangulars. Destaca la llinda de la porta d'accés amb un òval amb la data 1765.

## Història
La façana principal ha estat restaurada a finals del segle xx.